# Елеонор Аквитанска
Алиенор (Елеонор) Аквитанска (на френски: Aliénor d'Aquitaine) е херцогиня на Аквитания в периода 1137 - 1204, кралица на Франция в периода 1137 - 1152, след брака си с крал Луи VІІ, кралица на Англия в периода 1154 - 1204 след брака си с крал Хенри II. Тя е дъщеря на херцог Гийом X и Аенор дьо Шателро. Със своята образованост, лидерски качества и политическа далновидност, тя е определяна като една от най-забележителните жени в средновековна Европа.

## Име
По твърдение на хрониста Жофроа дьо Вижоа, своето име Алиенор е получила в чест на майка си:
| „ | Херцог Гийом Аквитански, син на Гийом и дъщерята на графа на Тулуза, има от съпругата си Аенора, дъщеря, която наричат Алиенора, иначе казано другата Аенора (на латински: allia Aenor)[2]. | “ |

Въпреки това в по-късни източници често я наричат Елеонор (на френски: Éléonore) и Елеанор (на английски: Eleanor).

## Ранни години
Точната година на раждане на Алиенора не е отразена документално. За първи път сведение се появява на 25 юли 1137 г., когато в Бордо тя сключва брак с френския принц Луи (бъдещия крал Луи VII). Годината на раждане на Алиенор изследователите определят изхождайки от предположението, че е достигнала брачна възраст. По представите на онова време брачната възраст на момичето е обикновено 15 години. При тази възраст по каноническото право момичето можело да встъпва в брак, започвайки от 12 години. Съществува по-късен документ, датиран от XIII век, в който се съобщава, че Алиенора е на 13 години при встъпването си в брак през 1137 г. На това основание се предполага, че Алиенора е родена през 1124 г. Месторождението и не е уточнено и сред предположенията са Ньол-сюр-Отиз (Вандея), замъкът Белин (Жиронда) или дворецът Омбриер (Бордо).
Родена в семейството на Гийом X, херцог на Аквитания, тя е най-голямата от три деца. Като малка не харесва особено заниманията с ръкоделие, считани в онази епоха за привични за всяка благородна дама и вместо това обича да язди, да държи меч, ходи на лов, интересува се от политика. Алиенор е сред най-образованите аристократи на средновековна Европа. Тя умее да говори и пише на латински, познава добре античната литература и произведенията на ранната средновековна литература, умее да води учени беседи, а също така да пее и пише стихове. Съвременните ѝ хронисти я хвалят за несравнимата ѝ красота и обаяние. Алиенор получава възпитанието си в  един от най-културните дворове в Европа, като слабост на баща си получава най-доброто възпитание. 
В началото на 1137 г. Гийом X се отправя на поклонение към Сантяго де Компостела, по време на което заболява и умира на 9 април същата година. Майката на Алиенор умира в 1129 или 1130 г. Единственият син на Гийом X умира още като дете в 1130 година и така наследница на владенията и титлите на херцога става младата Алиенор.
Преди заминаването си Гийом X съставя завещание. Макар че то не е достигнало до нас, съществува документ, който възпроизвежда текста му. Макар автентичността му да се оспорва, в него достатъчно точно се описва това, което се случва в това време. Освен това за завещанието на Гийом X съобщава и абат Сугерий. Според завещанието за настойник на Алиенора и нейната сестра е определен кралят на Франция Луи VI и той има право да избере бъдещия съпруг на Алиенора, който ще получи Аквитания и Поатие, но при условие: „ако бароните се съгласят с това“.

## Кралица на Франция
След смъртта на баща си, на 15-годишна възраст Елеонор става херцогиня на Аквитания и се жени за Луи VII, крал на Франция. След раждането на втората им дъщеря Аликс (първата се казва Мари), се стига до анулиране на брака. На 11 март 1152 г. двамата се срещат в двореца Боженси и анулират брака си. Причините за това от страна на Луи са съвсем основателни. Алиенор не е вярна съпруга. По време на втория кръстоносен поход, тя участва като феодален суверен и предводител на аквитанските рицари към Светите земи. Бойните умения и пламенния дух на Алиенор впечатляват византийците, като хронистът Никита Хониат дори я сравнява с войнствената царица на амазонките Пентезилея. Хониат отбелязва и че долната част на мантията на кралицата била обточена с плат със златни нишки, поради което я нарича Хризопос (Златокраката). В похода взема участие и съпруга ѝ Луи. По време на обсадата на Акра кралят и кралицата попадат в засада младия Луи ужасен за живота си започва да се катери по скалата нагоре, за да избяга от сарацините оставяйки съпругата си която носи две годишната им дъщеря Мария на ръце на милостта на мюсюлманите. Това предизвиква смях и възмущение както в Алиенора така и в сарацините които показват милост и пускат кралицата. Когато двамата пристигат в Княжество Антиохия, Алиенор става почетен гост на редица пищни банкети, организирани от чичото на Луи VII , княза на Антиохия, Раймон дьо Поатие, докато отношението към Луи е по-скоро хладно и протоколно. Някои по-късни, но доста спорни сведения приписват интимни отношения на аквитанската херцогиня с чичо му, като отмъщение за обидата която й нанася като я остава сама с дъщеря им на скалата. Луи на свой ред  се почувства оскърбен и унижен. Енергията и ентусиазмът му изчезват, а заедно с това и интересът за по-нататъшни действия на изток. След завръщането си във Франция двамата решават взаимно да сложат край на 15 годишния си брак. 

## Кралица на Англия
Скоро след това двама лордове правят опит да отвлекат Алиенор, с което по онова време може да се гарантира получаване на титла. За да избегне нежелан брак, Алиенор изпраща писмо с покана до Хенри II, граф на Анжу и херцог на Нормандия, да се ожени за нея. На 18 май 1152 г., единадесет седмици след анулирането на първия си брак, Алиенор се жени за Хенри. През следващите 13 години Алиенор дарява Хенри с пет сина и три дъщери.
Елеонор Аквитанска умира през 1204 г. Погребана е в абатство Фонтевро.

## Деца
- Първи брак: крал Луи VII Млади Френски (1120 – 1180) (от 25 юли 1137, Бордо – бракът е анулиран на 21 март 1152):
  - Мария Френска (1145 – 1198), в 1190 – 1197 регент на графство Шампан.; брак: (от 1164) с Анри I Щедрия, граф Шампан и Троа.
  - Алиса Френска (1151 – 1195); мъж: Тибо V Добрия, граф Блоа и Шартър.

- Втори брак: Хенри II Плантагенет (1133 – 1189) (с 18 май 1152, Поатие, Франция):
  - Уилям (1152 – 1156)
  - Хенри Младия крал (1155 – 1183)
  - Матилда (1156 – 1189); брак с Хайнрих Лъв, херцог на Саксония и Бавария
  - Ричард I (IV) Лъвското Сърце (1157 – 1199; брак с Беренгела Наварска (1165/1170 — 23 декември 1230)
  - Джефри II (1158 – 1186)
  - Елинор Плантагенет (1162 – 1214); брак с Алфонсо VIII Кастилски
  - Джоан Английска (1165 – 1199)
  - Джон Безземни (1167 – 1216)

## В културата
- Пиесата „Лъвът през зимата“ на Джеймс Голдман е посветена на взаимоотношенията на Алиенор с Хенри през последните години от живота му и порасналите ѝ синове. Екранизирана е два пъти:
  - „Лъвът през зимата (филм, 1968)“, в ролята на кралицата играе Катрин Хепбърн
  - „Лъвът през зимата (филм, 2003)“, в ролята на кралицата е Глен Клоуз.
- „Робин Худ (филм)“ (2010 г.), режисьор Ридли Скот, в ролята на кралицата-майка Алиенор е Айлийн Аткинс
- Артур Дюмон. „Аквитанската лъвица“. Роман за живота на Алиенор до развода ѝ с Луи VII.
- Добиаш-Рожденственска О. А. „Кръстове и мечове. Приключенията на Ричард I Лъвското сърце“.
- Мартянов А. Л. Историко-фантастичният цикъл „Вестители на времето“. Алиенор е представена в романите като мъдра и далновидна владетелка.
- Лион Фойхтвангер „Испанска балада“.
- Романът за живота на Алиенор „В очакване на кралицата“ е написан от английската писателка Нора Лофтс през 1955 г.
- Алиенор е главната героиня на романите на Джин Плейди „Plantagenet Prelude“ (1976) и на Ан О`Брайън „Devil`s Consort“ (2011). Появява се в романите на Джин Плейди „Сърцето на лъва“ (1977) и Симон Вилар „Рицар на света“ (2011).